# Sculcoates
Sculcoates – dzielnica miasta Kingston upon Hull w Anglii, w hrabstwie ceremonialnym East Riding of Yorkshire, w dystrykcie (unitary authority) Kingston upon Hull. W 1951 roku civil parish liczyła 255,961 mieszkańców.